# Sacrifice (jeu vidéo)
Pour les articles homonymes, voir Sacrifice (homonymie).
Sacrifice est un jeu vidéo de stratégie en temps réel développé par Shiny Entertainment et publié par Interplay en novembre 2000 sur Windows et MacOS. Les joueurs y contrôlent des magiciens qui s’affrontent par l’intermédiaire des créatures qu’ils invoquent et en utilisant des sorts. Le jeu incorpore des éléments de jeux d'action et de rôle et la gestion n’a qu’une place relativement limité dans le jeu. Ainsi, les joueurs ne disposent pas d’ouvriers et ne doivent gérer que deux ressources : les âmes, qu’ils doivent collecter pour invoquer des créatures, et l’énergie magique qui leur permet de lancer des sorts. À sa sortie, le jeu impressionne les critiques grâce à ses graphismes. Il est en effet le premier jeu vidéo à utiliser pleinement les fonctionnalités de transform, clipping, and lighting des cartes graphiques. La presse salue également l’aspect innovant de ses créatures ainsi que son côté humoristique. Son gameplay est en revanche critiqué par certains journalistes qui jugent que la gestion des combats nécessite un trop haut niveau d’attention. Malgré un accueil favorable et plusieurs récompenses, le jeu ne connait pas le succès commercial escompté et n’a donc bénéficié d’aucune suite.

## Trame
Sacrifice se déroule dans un univers médiéval-fantastique. Le jeu débute par une rencontre entre le protagoniste, le mage Eldred, et le voyant aveugle Mithras dans un monde ravagé par la guerre. Par l’intermédiaire de scènes cinématiques réalisées avec le moteur de jeu, Eldred raconte à Mithras son passé et les événements qui ont mis le monde dans cet état. Son récit commence alors qu’il est encore le tyran qui règne sur le monde de Jhera. Il doit à l’époque faire face à ses sujets qui se révoltent et à ses ennemis qui s’apprêtent à envahir son royaume. Pour cela, il décide d’invoquer un démon, Marduk, pour éliminer ses opposants. Il ne parvient cependant pas à contrôler le démon qui ravage alors Jhera, forçant Eldred à fuir sur le monde où il rencontre Mithras. À la suite d'un cataclysme, ce monde s’est divisé en cinq îles flottantes. Un dieu règne sur chacune d’elles et y impose sa volonté. La rivalité entre ces dieux est exacerbée par la prophétie de Mithras selon laquelle il y a un traître parmi eux. Y voyant l’occasion de prendre un nouveau départ, Eldred offre ses services aux dieux. Après avoir réalisé plusieurs missions pour le compte de ces derniers, Eldred est à nouveau confronté à Marduk. Ce dernier provoque le mage en lui annonçant que ce monde connaîtra le même destin que Jhera et Eldred décide d’alerter les dieux. Persuadés qu’un des leurs soutient le démon, ces derniers s’entretuent jusqu’à ce qu’il n’en reste plus qu’un, soutenu par le mage. Alors que celui-ci termine son histoire, Mithras lui révèle être Marduk et avoir été aidé par Stratos qui a planifié l’arrivée du démon dans ce monde et mis sur pied la prophétie. Eldred affronte alors Marduk dans un dernier combat au terme duquel il parvient à vaincre le démon. Un choix s’offre alors à Eldred, rester sur ce monde pour aider le dernier dieu à régner, ou partir explorer d’autres mondes.

## Système de jeu
Sacrifice est un jeu vidéo de stratégie en temps réel qui incorpore des éléments de jeux d'action et de rôle. Les joueurs débutent chaque partie avec un autel et un magicien, qu’ils suivent en vue à la troisième personne. Avec la souris et le clavier, les joueurs contrôlent leurs magiciens et peuvent ainsi explorer le monde du jeu, diriger leur armée et lancer des sorts. Pour vaincre son ennemi, le magicien du joueur doit réussir à profaner l’autel adverse en y sacrifiant une unité amie.

### Ressources
Les magiciens peuvent lancer des sorts pour infliger des dégâts à ses adversaires et pour invoquer ou soigner des créatures. Certains sorts plus avancés, prenant la forme de tornades ou de volcans, peuvent affecter une large zone du champ de bataille. Lancer des sorts nécessite de l’énergie magique, représenté dans le jeu sous forme de points de mana. L’énergie magique des magiciens se régénèrent en permanence, le processus s’accélérant lorsqu’ils se tiennent prêt de leur autel ou prêt d’une des fontaines de mana disséminée sur la carte. Les joueurs peuvent prendre le contrôle de ces fontaines en y construisant un bâtiment spécifique qui leur permet de s’en réserver l’usage. Outre le mana, les magiciens ont également besoin de collecter des âmes pour invoquer les créatures qui forment le fer de lance de leur capacité offensive. Contrairement au mana, les âmes ne sont disponibles qu’en quantité limitée. Chaque joueur débute la partie avec un nombre d’âme limité et peut accroire son stock en collectant des âmes n’appartenant à personne ou en convertissant les âmes de créatures hostiles tuées par leur magicien.

### Unités
Les créatures invoquées peuvent être classées en trois types : combattant de corps à corps, unité de tir et unité volante. Le principe du pierre-papier-ciseaux détermine généralement l’efficacité d’un type d’unité contre un autre. Les spécialistes du corps à corps infligent ainsi plus de dégâts aux unités de tir mais ne peuvent atteindre les unités volantes qui sont elles-mêmes vulnérable contre les unités tirant à distance. Certaines créatures ont également des capacités spéciales et peuvent par exemple créer une barrière magique
, devenir invisible  ou immobiliser leur adversaire. Deux unités, le Manahoars et le Sac Doctors, ont un intérêt particulier,. Le Manahoars aide en effet le magicien à recharger son énergie magique en transférant l’énergie magique des puits de mana vers son maitre. De leur côté, les Sac Doctors peuvent extraire les âmes des ennemis morts au combat et les ramener jusqu’à l’autel de leur magicien pour les convertir. Ces unités sont également requises pour accomplir le rituel nécessaire à la profanation de l’autel adverse. Les sorts et les capacités des créatures correspondent à la philosophie de leurs dieux respectifs. Ainsi, Persephone la déesse de la vie donne à ses disciples des pouvoirs inspirés de la nature comme la régénération. Son homologue Charnal, le dieu de la mort, glorifie la mort et la pourriture. Ses créatures sont des morts-vivants et ses sortilèges drainent la vie de ses adversaires. Les trois autres dieux — James, Pyro et Stratos — correspondent chacun à un élément et donnent à leurs créatures des capacités liées à la terre, à l’air et au feu respectivement.
Contrairement à la plupart des jeux de stratégie en temps réel publié en 2000 ou précédemment, Sacrifice ne laisse qu’une place limité à la gestion des bases et des ressources et à la stratégie à grande échelle. Le jeu se focalise au contraire sur la microgestion des unités, la victoire s’acquérant par un contrôle méticuleux de petits groupes de créatures pour dominer l’adversaire,. Les joueurs peuvent assigner des formations tactiques à leurs créatures en appuyant sur des touches de raccourcis ou via un menu déroulant. L’ordre peut également être donné en déplaçant la souris d’une manière spécifique sans attendre que le menu n’apparaisse,.

### Mode de jeu
La campagne est composée de dix missions. Au début de chacune d’elles, le joueur choisit le dieu qu’Eldred doit servir. Il reçoit alors des créatures et des sorts de sa part, qu’il conserve pour les missions suivantes. En changeant de dieux d’une mission à l’autre, le joueur peut ainsi réunir une collection d’unités et de sorts de différents dieux. Alors qu’il progresse dans la campagne, les choix du joueur déterminent le dieu de prédilection d’Eldred. Outre les objectifs principaux de chaque mission, des quêtes secondaires secrètes peuvent être accomplies et permettent d’améliorer les caractéristiques d’Eldred, comme sa résistance ou la quantité d’énergie magique dont il dispose.
Outre sa campagne solo, Sacrifice propose également plusieurs modes de jeu qui permettent d’affronter l’ordinateur ou d’autres joueurs en réseau local ou sur Internet. Quatre modes sont ainsi disponibles : escarmouche, carnage, faucheur d’âmes et domination. Le premier ressemble aux missions de la campagne du jeu, les joueurs devant sacrifier une unité amie sur l’autel du mage adverse pour bannir ce dernier. Dans le mode carnage, le gagnant est celui qui parvient à tuer le plus d’unités alors que dans le mode faucheur d’âmes, c’est celui qui collecte le plus d’âmes. Enfin, dans le mode domination, l’objectif est de contrôler un certain nombre de puits de mana. Initialement, le mode multijoueur n’est jouable qu’en réseau local ou sur Internet grâce à un système de recherche de partie intégré au jeu. Des patchs ont cependant ajouté un système de classement en ligne ainsi que l’option de jouer via le protocole TCP/IP qui permet aux joueurs de s’affronter sans passer par le système de recherche du jeu,. Un système similaire, géré par GameRanger, est également disponible pour la version Macintosh du jeu mais nécessite un patch spécifique,. Il n’est pas possible de jouer en multijoueur contre un joueur utilisant une plateforme différente.

## Développement
Le développement de Sacrifice commence en août 1997. Ses développeurs s'inspirent principalement du jeu Chaos: The Battle of Wizards, publié sur ZX Spectrum en 1985, dans lequel deux joueurs s’affronte au tour par tour par l’intermédiaire de magiciens qui peuvent invoquer des créatures et lancer des sorts,. Le développement du jeu passe relativement inaperçu dans la presse, le studio ne souhaitant pas revivre la mauvaise expérience de la promotion de Messiah, leur précédent titre. Ce dernier a en effet bénéficié d’une importante promotion de la part de Shiny Entertainment,  mais l’attention portée par les médias avait généré trop de pression sur l’équipe de développement. Ne souhaitant pas refaire cette erreur, l’équipe fait donc profil bas jusque dans les derniers mois du développement,. D’après Martin Brownlow, le responsable de la programmation, l’équipe a ainsi pu rester concentrer sur le jeu sans que la presse ou les fans ne questionnent chacune de leurs décisions. La majeure partie du développement a été réalisée par une petite équipe. D’après le concepteur Eric Flannum, l’équipe n’est au départ composée que d’un concepteur, de deux programmeurs et d’un graphiste pour la création des animations. L’équipe s’élargie cependant peu à peu alors que le développement avance, Flannum devant gérer jusqu’à quatre concepteurs de niveaux et Jon Gwyn rejoignant Joby Otero dans l’équipe chargé des graphismes,. Après que l’équipe ait terminé d’intégrer les fonctionnalités basiques du jeu, ils recrutent James Phinney, le concepteur de StarCraft, pour écrire le scénario de la campagne du jeu,. Pour le doublage, le studio recrute également des acteurs professionnels comme Tim Curry et Brad Garrett et des doubleurs comme Jennifer Hale.Pour le doublage des dieux, leurs voix ont ensuite été altérées avec un filtre audio afin de leur donner une côté surnaturel. Pour la musique, Shiny Entertainment engage Kevin Manthei, qui a composé de nombreuses bande originale pour le grand et le petit écran, comme Scream 3 and Buffy contre les vampires. Ses compositions pour Sacrifice sont interprétées par un orchestre de 25 instruments. La voix anglaise a été confiée à Ginny McSwain, directrice vocale chevronnée de l'animation. Interplay a fourni deux autres réalisateurs de voix-off : Art Currim et Chris Borders, tandis que Margaret Tang a assuré la coordination des voix.

### Graphismes
Le moteur graphique de Sacrifice est développé à partir de celui de Messiah. Ce dernier se caractérise par son utilisation d’un procédé, appelé tessellation, dans lequel des milliers de polygones sont utilisés pour modéliser les éléments du jeu, ce nombre se réduisant lorsqu’un tel niveau de détail n’est pas nécessaire, par exemple lors que l’élément est observé de loin. Les différents modèles du jeu sont ainsi constitués d’entre 200 et 2500 polygones. Pour Sacrifice, Shiny Entertainment étend l’utilisation de cette technologie à l’ensemble de l’environnement du jeu. Les décors de celui-ci, comme l’herbe ou les rochers, ne sont ainsi pas rendu par la technique du mapping de textures, c’est-à-dire en recouvrant le terrain de textures représentant ces objets en deux dimensions. À la place, le terrain est parsemé de modèles 3D de ces éléments. Les objets sont composés de triangles rectangles isocèles, chacun étant indéfiniment divisible en deux triangles identiques. Le réseau de triangles obtenu de ces divisions est stocké dans une structure de données sous la forme d’un arbre binaire de triangles. La simplicité de cette division et l’algorithme de gestion des données permet de libérer de la capacité du processeur graphique pour d’autres tâches, ce qui permet notamment de consacrer plus de ressources à la gestion du niveau de détail. Les effets graphiques des sorts du jeu sont composés de surface paramétrique qui peuvent de la même manière être divisés en triangle, ce qui facilite la tessellation,.
En 2000, les premières cartes graphiques capables de gérer le transform, clipping, and lighting sont mises sur le marché. Avec un logiciel approprié, ces cartes graphiques peuvent ainsi soulager le processeur de l’ordinateur en gérant cet aspect à sa place, ce qui permet d’obtenir des graphismes plus détaillés et des animations plus fluides. Shiny Entertainment décide de profiter de cette avancée technologique et ses développeurs passent quelques semaines à réécrire une partie du code de Sacrifice. Cela permet aux développeurs d’augmenter le nombre de polygones utilisé pour chaque modèle mais aussi d’optimiser les réglages du programme gérant la tessellation. À sa sortie, Sacrifice est ainsi reconnu comme le premier jeu à tirer pleinement parti des nouvelles cartes graphiques, comme celles des séries GeForce 2 et Radeon . Grâce à l’utilisation de cette technologie, les animations du jeu sont plus fluides tout en évitant les ralentissements liés à une surutilisation du processeur ou de la carte graphique.
Pour modéliser les personnages, Otero et son équipe se sont éloignés des concepts traditionnels s’inspirant du Seigneur des anneaux et autres thèmes médiéval-fantastique,. Pour cela, l’objectif d’Otero est de faire en sorte que « la forme [des personnages] suivent leur fonction », c’est-à-dire que les capacités d’une créature puisse être devinées à parti de son apparence. Pour lui, une créature conçue pour tuer ses ennemis en se faisant exploser doit donc simplement ressembler à une bombe, comme celles présente dans les cartoons, avec des pieds. Les concepts imaginés par Otero sont ensuite étoffés et détaillé par Gwyn qui est également responsable de la création du modèle d’Eldred,.

## Versions
En juin 2000, les développeurs ont terminé d’implémenter les fonctionnalités majeures du jeu et Shiny Entertainment peut lancer l’étape suivante du développement. Ils invitent alors plus de mille joueurs à participer à la bêta du mode multijoueur de Sacrifice, ce qui leur permet d’avoir un retour sur les bugs du jeu, sur les problèmes de performances et sur d’éventuelles améliorations à y apporter. De son côté, la campagne solo est testée par le département qualité d’Interplay Entertainment. Pour promouvoir le jeu, ils rencontrent les journalistes de la presse spécialisée, comme ceux de FiringSquad, et leur offre une copie de la version béta. Le jeu est finalement publié par Interplay le 17 novembre 2000 sur Windows. Cette version contient notamment un éditeur de niveau, baptisé Scapex, qui permet aux joueurs de créer leurs propres niveaux. Celui-ci affiche les modifications apportées par l’utilisateur en temps réel et permet entre autres de gérer la position des modèles et le scripting des événements. Il ne permet en revanche pas de créer de nouveaux sorts ou de nouvelles créatures. Les cartes ainsi créés peuvent être partagées avec d’autres joueurs pendant la phase de connexion des parties multijoueur.
Un peu avant la sortie de la version Windows, l’éditeur MacPlay annonce que le jeu va être porté sur Macintosh. Plusieurs mois sont pour cela nécessaire pour en adapter le code source à l’architecture des Macintosh. Cette version est finalement publiée le 14 décembre 2001. Elle intègre la plupart des fonctionnalités présentes dans la version PC mais ne propose pas d’éditeur de niveau. Initialement, le mode multijoueur est également absent mais celui-ci est plus tard ajouté par MacPlay par l’intermédiaire d’un patch.

## Accueil

### Contexte
Sacrifice est publié dans un contexte de croissance du marché des jeux vidéo, les consommateurs américains ayant dépensé six milliards de dollar dans ce secteur en 2000 contre seulement 3,2 milliard en 1995. Un bon jeu de stratégie en temps réel peut alors se vendre à plus de 100 000 exemplaires, ceux ne dépassant pas les 75 000 exemplaires vendus étant considérés comme des échecs commerciaux par leurs éditeurs. À l’époque, de nombreux développeurs de jeu de stratégie en temps réel se concentre sur l’amélioration des graphismes plutôt que de proposer un gameplay innovant. Dans ce contexte, Shiny Entertainment se démarque de ses concurrents aux yeux de la presse spécialisée grâce à ses jeux peu conventionnels mêlant de l’humour avec un concept artistique unique,,,,. Lorsque la presse apprend que le studio développe son premier jeu de stratégie en temps réel, de nombreux observateurs se demandent donc si Shiny Entertainment peut proposer un titre de qualité,.

### Critiques
| Sacrifice             |      |       |
| Média                 | Nat. | Notes |
| Computer Gaming World | US   | 4,5/5 |
| Eurogamer             | US   | 6/10  |
| Gamekult              | FR   | 8/10  |
| GameSpot              | US   | 86 %  |
| Gen4                  | FR   | 17/20 |
| IGN                   | US   | 94 %  |
| Jeuxvideo.com         | FR   | 17/20 |
| Joystick              | FR   | 90 %  |
| PC Gamer US           | US   | 90 %  |
| Compilations de notes |      |       |
| Metacritic            | US   | 89 %  |

À sa sortie, Sacrifice est bien accueilli par la presse spécialisée,. La plupart des critiques se focalisent sur ses graphismes. Le design original de ses créatures fantastiques fait en effet forte impression dans l’industrie vidéo ludique. Celui-ci est tellement peut conventionnel que le journaliste Michael Eilers décrit le jeu comme le résultat d’une coopération entre Salvador Dalí et H. R. Giger sur 3D Studio Max, et que Kieron Gillen écrit qu’il ressemble à une version de Command and Conquer conçue par le peintre Jérôme Bosch,. En plus d’être impressionné par ses graphismes, le journaliste de GameSpy juge les animations des créatures  fluides et réalistes en expliquant que la façon dont les dragons volent dans les airs lui rappelle Draco dans le film Cœur de dragon. Tom Chick résume son expérience du jeu en écrivant que voir son sorcier à la tête d’une armée de créatures qui « battent des ailes, rampent, tourbillonnent, et sautent » est l’essence même de ce que doit être un jeu vidéo. Les effets visuels du jeu sont également salués. Le journaliste Samuel Bass du magazine Next Generation les juge ainsi admirables et John Bye écrit pour le site Eurogamer que le jeu donne lieu à des scènes à couper le souffle lorsque des pluies de feu s’abattent sur le champ de bataille ou quand des tornades projettent des créatures dans les airs,. Les journalistes de FiringSquad et de PC Gamer sont également impressionnés par les effets visuels renversants du jeu,. De son côté, Kieron Gillen note que si d’autres jeux proposent des effets graphiques similaires, pouvoir les observer en vue à la première personne se révèle une expérience très différente. Enfin, la rédaction du magazine Edge est surprise que malgré cette débauche d’effets visuels, le jeu fonctionne de manière fluide sur l’ordinateur utilisé pour le test.
Le doublage de  Sacrifice a également fait l’objet de nombreux commentaires. Ainsi, la rédaction du site GameSpot souligne la qualité de celui-ci. Elle explique notamment que les acteurs n’ont pas surjoué leur rôle, malgré l’apparence extravagante des personnages, et que la performance des doubleurs donne au contraire une profondeur supplémentaire à ces derniers. Un des journalistes du site note cependant quelques lacunes, comme le fait que le mouvement des lèvres des personnages ne correspond pas à leur discours. Contrairement à ses homologues, Michael House du site AllGame n’est pas impressionné par le doublage dont la qualité est selon lui inégale, et va d’hilarant à désagréable.
Pour plusieurs critiques, le principal défaut de Sacrifice réside dans sa gestion des combats. Elles considèrent en effet que l’interface du jeu, en vue à la troisième personne, les empêches d’avoir une image clair de ce qui entoure leur personnage,. Pour eux, l’intensité du jeu fait également que les affrontements tendent à être très désordonnés et qu’en dehors de soustraire ses unités du chaos des combats pour leur donner des ordres, le joueur ne peut que veiller à la sécurité de son magicien et lancer des sorts pour soutenir son armée,. Certains journalistes jugent aussi qu’après avoir perdu quelques petites batailles en début de partie, un joueur ne peut plus espérer remporter la partie,,. Sam Parker, du site GameSpot note également que les parties multijoueur tendent à être fermée jusqu’à ce que les magiciens débloquent les sorts les plus puissants. La journaliste Keith Pullin ajoute que le jeu ne récompense pas assez la tactique et qu’il se résume donc trop souvent à invoquer des groupes de créatures pour attaquer l’ennemi. Ce constat est partagé par Samuel Bass même si d’après lui, les points forts du jeu compensent largement ce défaut. Contrairement à ses homologues, Dan Adams du site IGN salue l’intensité du jeu et l’excitation générée par son gameplay frénétique. John Bye constate lui aussi que le jeu est intense mais sort tellement frustré de cette expérience qu’il affirme que sa pression artérielle est montée en flèche. D’après d’autres critiques, le jeu demande en effet une énorme quantité de microgestion, au point qu’elles se demandent si le jeu n’a pas été conçu pour des joueurs disposant de treize doigts ou d’une troisième main,. Le gameplay du jeu a néanmoins des supporters. La rédaction du magazine Edge est ainsi impressionné par son interface et sa vue à la troisième personne en expliquant que peu de jeux vidéo ont utilisé la troisième dimension de manière aussi convaincante sans se contenter de réaliser un simple relooking graphique.
- « Une ambiance et un design unique viennent appuyer un gameplay à toute épreuve ou presque »[56]
- « Une réalisation saisissante et un concept enfin étonnant. Impossible de passer à côté. »[54]
- « Les combats tournent trop souvent à des affrontements confus »[56]

### Ventes
Aucun chiffre des ventes de Sacrifice n'a été publié mais d’après de nombreux observateurs de l’industrie du jeu vidéo, le jeu ne s’est pas bien vendu,. Pour James Bell, vice-président du département créatif d’Infogrames, le jeu est excellent mais connait un échec commercial, qu’il explique par une mauvaise stratégie marketing et par le fait qu’il est sorti au mauvais moment. Pour Kieron Gillen, l’échec commercial de Sacrifice s’explique également par la petite taille de son équipe de développement. D’après lui, le jeu est ainsi construit autour des préférences de seulement quatre personnes et échoue à prendre en compte les goûts d’un panel de joueurs plus important et plus varié, ce qui en fait un produit de niche.

### Récompenses
En 2000, il est désigné « meilleur jeu PC du salon » lors de l’European Computer Trade Show. Il est aussi élu meilleur jeu de stratégie de l'année par le magazine Computer Gaming World et par la rédaction du site IGN qui est impressionné par ses « environnements merveilleux plein d’imagination »,. Après sa sortie, Sacrifice apparaît au moins huit années de suite dans le classement des cent meilleurs jeux vidéo du magazine PC Gamer,. Dans son historique des jeux de stratégie, le journaliste Bruce Geryk du site GameSpot juge que sa « profondeur et son originalité » reste inégalée dans le genre et que ces aspects sont trop souvent éclipsés par ses graphismes. La rédaction du site UGO partage son avis et place le jeu à la 18e place de son classement des meilleurs jeux de stratégie en temps réel de tous les temps.

## Postérité
Bien que Sacrifice soit unanimement désigné comme un jeu de qualité, de nombreux observateurs notent que la plupart des joueurs sont passés à côté. Pour le site GamesRadar+, le jeu est ainsi « quasiment invisible auprès du public ». Kieron Gillen ajoute que peu de joueurs se souviennent que Sacrifice est le premier jeu à proposer un système de contrôle fondé sur les mouvements de la souris, système qui est pourtant décrit révolutionnaire dans le jeu Black and White publié l’année suivante. Kieron regrette également que Sacrifice soit le dernier jeu original développé par Shiny qui se spécialise ensuite dans la production de jeux plus grand public comme Enter the Matrix. Malgré plusieurs requêtes en faveur d’une suite, Shiny affirme en 2002 qu’un tel développement n’est pas d’actualité. Sept ans plus tard, le site GamesRadar+ réitère cette demande en proclamant qu’il est un des jeux les plus sous-estimés de l’histoire du jeu vidéo.

## Référence
- (en) Cet article est partiellement ou en totalité issu de l’article de Wikipédia en anglais intitulé « Sacrifice (video game) » (voir la liste des auteurs).

1. 1 2  
Kornifex, « Test de Sacrifice », sur Jeuxvideo.com, 28 novembre 2000.
2. 1 2  
(en)
Evan Shamoon, « Editorial: Sacrifice », sur GOG.com, 19 novembre 2008.
3. 1 2 3 4 5 6 7  
(en)
Dan Adams, « Sacrifice Review », sur IGN, 16 novembre 2000.
4. 1 2 3 4 5  
(en)
Greg Kasavin, « Sacrifice Review », sur GameSpot, 6 novembre 2000.
5. ↑  
(en)
Zack Schiel, « Sacrifice Review », sur StratosGroup.com, 8 décembre 2000.
6. ↑  
(en)
« Best and Worst of 2000: Best Graphics, Artistic », sur GameSpot, 5 janvier 2001.
7. 1 2 3 4 5  
(en) Erik Wolpaw, « Review: Sacrifice », sur Computer Games Magazine, 12 décembre 2000.
8. 1 2 3 4 5 6 7 8  
(en)
Pete Closs, « Sacrifice Review », sur SharkyGames.com, 6 décembre 2000.
9. ↑  
(en)
Amer Ajami, « Sacrifice God Feature: Part Three », sur GameSpot, 13 octobre 2000.
10. ↑  
(en)
Amer Ajami, « Sacrifice God Feature: Part Four », sur GameSpot, 20 octobre 2000.
11. ↑  
(en)
Amer Ajami, « Sacrifice God Feature: Part Two », sur GameSpot, 6 octobre 2000.
12. 1 2 3  
(en)
Jakub Wojnarowicz, « Sacrifice Review », sur FiringSquad.com, 17 décembre 2000.
13. 1 2 3 4  
(en)
« Sacrifice », Edge, Future Publishing, no 89,‎ octobre 2000, p. 47–50 (ISSN 1350-1593).
14. ↑  
(en)
Gary Koltookian, Sacrifice Instruction Manual, Interplay Entertainment, 2000 (ISBN 1-57629-609-1), « Desecrating an Altar », p. 83.
15. 1 2 3  
(en)
Michael Eilers, « IMG Preview: Sacrifice », sur InsideMacGames.com, 14 décembre 2001.
16. ↑  
(en)
Andy Largent, « IMG Preview: Sacrifice », sur InsideMacGames.com, 17 décembre 2000.
17. 1 2 3 4  
(en)Vincent Lopez, « Sacrifice Hands-on / E3 2000 Update », sur IGN, 12 mai 2000.
18. ↑  
(en)
Tal Blevins et Vincent Lopez, « Sacrifice Interview », sur IGN.
19. ↑  (en)
« Sacrifice Patch 3 », sur FilePlanet.com, 25 mai 2001.
20. ↑  (en)
« Sacrifice Patch 2 », sur FilePlanet.com, 12 décembre 2000.
21. 1 2  
(en)
Corey Tamas, « Sacrifice », sur MacGamer.com, 26 décembre 2001.
22. 1 2  
(en)
Andy Largent, « Sacrifice Beta Multiplayer Patch Released », sur Inside Mac Games, 13 mars 2002.
23. ↑  Michael Eilers, « Mac Sacrifice Nears Beta », sur Inside Mac Games, 24 août 2001.
24. 1 2 3  
(en)
Kieron Gillen, « The Making of: Sacrifice », Rock, Paper, Shotgun, 31 août 2007.
25. ↑  (en)
Derek Brewster, « Derek Brewster's Adventure Trail: Chaos », Crash, Newsfield Publications, no 16,‎ mai 1985, p. 120 (ISSN 0954-8661).
26. 1 2 3 4 5 6  
(en)
John Bye, « Sacrifice Review », sur Eurogamer, 20 novembre 2000.
27. 1 2 3 4 5  
(en)
Bob Colayco, « Sacrifice Preview », sur FiringSquad.com, 9 août 2000.
28. 1 2 3 4  
(en)
Jonathan Zook, « Shiny: Sacrifice—Brownlow and Otero », sur StrategyPlanet.com, 13 septembre 2000.
29. 1 2 3 4  (en)Joby Otero, « Sacrifice Developer Journal II », sur GameSpy, 3 août 2000.
30. ↑  Joby Otero, « Sacrifice Development Update: Episode 1 », sur GameSpy, 2 juillet 2000.
31. 1 2  
(en)
Trey Walker, « Sacrifice Voice Talent Announced », sur GameSpot, 19 septembre 2000.
32. 1 2  « The Best Voice Acting in Games », sur GameSpot, 19 décembre 2000.
33. ↑  https://www.mobygames.com/game/2861/sacrifice/credits/windows/?autoplatform=true
34. 1 2  
(en)
Richard Bartle, « The Future of Games », 21 janvier 1999.
35. 1 2 3 4  
(en)
Thomas MacDonald, « Gaming Engines », Maximum PC, Future US, vol. 6, no 1,‎ janvier 2001, p. 46–47 (ISSN 1522-4279).
36. ↑  
(en)
Daniel Sánchez-Crespo Dalmau, Core Techniques and Algorithms in Game Programming, Indiana, United States, New Riders Education, 2004, 424–425 p. (ISBN 0-13-102009-9), « Outdoor Algorithms ».
37. ↑  
(en)
Tomas Akenine-Möller et Eric Haines, Real-Time Rendering, Massachusetts, United States, A K Peters, 2002 (ISBN 1-56881-182-9), « Efficient Tessallation », p. 512.
38. ↑  
(en)
Will Smith, « Has T&L Delivered? », Maximum PC, Future US, vol. 5, no 12,‎ décembre 2000, p. 18 (ISSN 1522-4279).
39. ↑  
(en)
Will Smith, « Reviews: Sacrifice », Maximum PC, Future US, vol. 6, no 2,‎ février 2001, p. 79 (ISSN 1522-4279).
40. ↑  
(en)
Jon Gwyn, « Rant File: Jon Gwyn », sur Sacrifice.net, 20 juillet 2000.
41. ↑  
(en)
Elliot Chin, « Shiny Announces Public Beta Test of Sacrifice », sur GameSpot, 1er septembre 2000.
42. ↑  
(en)
Joby Otero, « Sacrifice: Developer Diary #4 », sur GameSpy, octobre 2000.
43. ↑  
(en)
« Interplay Delivers Sacrifice », sur TheFreeLibrary.com, 17 novembre 2000.
44. 1 2 3  
(en)
Lee Haumersen, « Review: Sacrifice », sur GameSpy, novembre 2000.
45. ↑  
(en)
Sean Smith, « Sacrifice Goes Gold, Preview Posted », sur InsideMacGames.com, 14 décembre 2001.
46. ↑  (en)Arthur Asa Berger, Video Games: A Popular Culture Phenomenon, Transaction Publishers, 2002 (ISBN 0-7658-0102-7), « Video Games: A Popular Culture Phenomenon », p. 25.
47. ↑  (en)Mark H. Walker, Games That Sell!, Wordware Publishing, 2003, 2, 14, 15 (ISBN 1-55622-950-X), « What Makes Games Sell ».
48. 1 2  
(en)
Bruce Geryk, « A History of Real-Time Strategy Games Part II: 1999-Present », sur GameSpot, 30 mars 2001.
49. 1 2  Matthew Pierce, « Preview: Sacrifice », sur PC Gamer, Future Publishing, août 2000.
50. 1 2 3  
(en) Tom Chick, « Shiny's Crazy Diamond », Computer Gaming World, no 199,‎ février 2001, p. 98-99 (ISSN 0744-6667).
51. ↑  
(en)
John Bye, « Sacrifice Review », sur Eurogamer, 20 novembre 2000.
52. ↑  
David Le Roux, « Test : Sacrifice », sur Gamekult, 31 octobre 2000.
53. ↑  
(en)
Greg Kasavin, « Sacrifice Review », sur GameSpot, 6 novembre 2000.
54. 1 2  
Thomas Diouf, « Autel California : Sacrifice », Gen4, no 140,‎ décembre 2000, p. 84-93 (ISSN 1624-1088).
55. ↑  
(en)
« Sacrifice Review », sur IGN, 16 novembre 2000.
56. 1 2 3  
BobArctor, « Sacrifice », Joystick, no 121,‎ décembre 2000, p. 86-91 (ISSN 1145-4806).
57. ↑  
(en) Steve Klett, « Sacrifice », PC Gamer US, vol. 8, no 2,‎ février 2001, p. 96 (ISSN 1080-4471).
58. ↑  
(en)
« Sacrifice », sur Metacritic.
59. 1 2 3 4 5  Kieron Gillen, « Retro: Sacrifice », sur Rock, Paper, Shotgun, 24 octobre 2008.
60. 1 2  
(en)
Samuel Bass, « PC Finals: Sacrifice », Next Generation, Imagine Media, vol. 3, no 2,‎ février 2001, p. 83 (ISSN 1078-9693).
61. ↑  
(en)
Michael House, « Review: Sacrifice », sur AllGame.
62. 1 2  
(en)
Keith Pullin, « PC Review: Sacrifice », sur Computer and Video Games, 13 août 2001.
63. ↑  
(en)
Michael Eilers, « IMG Review: Sacrifice », sur InsideMacGames.com, 25 janvier 2002.
64. ↑  Sam Parker, « Sacrifice Multiplayer Impressions », sur GameSpot, 26 octobre 2000.
65. ↑  
(en)
« Gaming Awards », Maximum PC, Future US, vol. 6, no 6,‎ juin 2001, p. 55 (ISSN 1522-4279).
66. ↑  
(en)
Michael Eilers, « Mac Sacrifice Nears Beta », sur InsideMacGames.com, 24 août 2001.
67. ↑  
(en)
Mark Walker, Games That Sell!, Wordware Publishing, 2003 (ISBN 1-55622-950-X), « Insiders Speak Out », p. 197.
68. ↑  
(en)
James Fudge, « Sacrifice Named Best PC Game at ECTS 2000 Awards », sur cdmag.com, 7 septembre 2000.
69. ↑  
(en)
« Game of the Year Awards: Strategy », Computer Gaming World, no 201,‎ avril 2001, p. 78.
70. ↑  
(en)
« Best of 2000 Awards: Strategy Game of 2000 », sur IGN, 26 janvier 2001.
71. ↑  
(en)
« PC Gamer's Top 100 », sur Computer and Video Games, Future Publishing, 31 juillet 2008.
72. ↑  
(en)
Locke Webster, « Sacrifice: Top 50 Strategy Games of All Time », sur UGO.com, 10 février 2009.
73. 1 2  
(en)
« 123 Games with Untapped Potential », sur GamesRadar+, 30 avril 2009.
74. ↑  
(en)
« Sacrifice: News », sur Sacrifice.net, 21 février 2002.